# Премія Надаля
Премія Надаля  (ісп. Premio Nadal)) — впливова літературна нагорода сучасної Іспанії.
Премія була заснована видавництвом Ediciones Destino в пам'ять про головного редактора Еухеніо Надаля (ісп. Eugenio Nadal). Її розмір становить 18 000 євро для переможця і 6 000 євро для фіналістів. Премія вручається з 1944 року напередодні Ночі Волхвів (6 січня). З 1958 року церемонія нагородження проходить в готелі «Ріц» в Барселоні. На початку 1990-х видавництво Ediciones Destino увійшло в el Grupo Planeta, після чого премія Надаля змінила свій статус. Якщо раніше вона була перш за все відкривала нові таланти, то з 90-х її стали вручати і заслуженим письменникам.

## Лауреати
- Кармен Лафорет (1944),
- Мігель Делібес (1947),
- Долорес Медіо (1952),
- Рафаель Санчес Ферлосіо (1955),
- Кармен Мартін Гайте (1957),
- Ана Марія Матуте (1959),
- Раміро Пінілья (1960),
- Альваро Кункейро (1968),
- Франсиско Умбраль (1975),
- Фернандо Аррабаль (1982),
- Хуан Хосе Саер (1987),
- Альфредо Конде (1991),
- Лусія Ечеваррія (1998),
- Фернандо Маріас (2001),
- Андрес Трапьельо (2003),
- Педро Сарралукі (2005),
- Маруха Торрес (2009),
- Клара Санчес (2010),
- Алісія Хіменес Бартлетт (2011),
- Альваро Помбо (2012),
- Алехандро Паломас (2018),
- Гільєрмо Мартінес (2019),
- Ана Меріно (2020),
- Наджат Ель-Хакмі (2021),
- Інес Мартін Родріго (2022),
- Мануель Вілас (2023).